# Altiphylax levitoni
Altiphylax levitoni е вид влечуго от семейство Геконови (Gekkonidae). Видът е незастрашен от изчезване.

## Разпространение
Разпространен е в Афганистан.